# الدببة الطيبون (فلم)
فيلم الدببة الطيبون (بالإنجليزية: The Care Bears Movie) هو فيلم رسوم متحركة موسيقي خيالي، صدر عام 1985، من إخراج أرنا سيلزنيك، وسيناريو بيتر ساودر. كان ثاني فيلم روائي طويل من إنتاج استوديو الرسوم المتحركة الكندي نيلفانا بعد فيلم "روك آند رول" عام 1983، بالإضافة إلى كونه من أوائل الأفلام المقتبسة مباشرةً من سلسلة ألعاب، وأول فيلم مستوحى من الدببة الطيبون. قدّم الفيلم شخصيات دببة الطيبون ورفاقهم، أبناء عمومة دببة طيبون.

## وصلات خارجية
- مقالات تستعمل روابط فنية بلا صلة مع ويكي بيانات